# Paul-André Durocher
Paul-André Durocher (né le 28 mai 1954 à Windsor en Ontario) est un évêque canadien de l'Église catholique. Il est présentement l'archevêque de Gatineau au Québec et fut un temps le président de la Conférence des évêques catholiques du Canada (CECC).

## Biographie
Paul-André Durocher est né à Windsor en Ontario le 28 mai 1954 au sein d'une famille de sept enfants dont il est l'aîné. Son père est Maurice Durocher et sa mère Lucille Duplantie. Il grandit à Timmins en Ontario. Il fit des études à l'Université de Western Ontario à London où il reçut un baccalauréat en arts musicaux en 1977. Ensuite, il étudia au séminaire de l'Université Saint-Paul d'Ottawa où il reçut deux diplômes en théologie avant de recevoir le baccalauréat en 1981 puis la maîtrise ès arts en 1985. Il reçut également un baccalauréat en éducation de l'Université d'Ottawa en 1980.   
Paul-André fut ordonné prêtre le 2 juillet 1982 au sein du diocèse de Timmins en Ontario,. En 1992, il reçut une licence civile en droit canonique de l'Université de Strasbourg en France. Puis, en 1996, il fit une licence en théologie sacrée à l'Université pontificale grégorienne de Rome en Italie. En plus de son travail de prêtre au sein du diocèse de Timmins, il enseigna au secondaire et développa des outils pédagogiques pour l'enseignement religieux.
Le pape Jean-Paul II l'a nommé évêque auxiliaire du diocèse de Sault-Sainte-Marie en Ontario le 20 janvier 1997 et évêque titulaire d'Ausuaga (de). Sa consécration épiscopale a eu lieu le 27 avril 1997 avec l'évêque Jean-Louis Plouffe, évêque du diocèse de Sault-Sainte-Marie, en tant que principal consécrateur,. En tant qu'évêque auxiliaire de Sault-Sainte-Marie et résidant à Sudbury, il fut surtout impliqué dans la pastorale des paroisses francophones du diocèse.
Le 27 avril 2002, il fut nommé évêque du diocèse d'Alexandria-Cornwall en Ontario où il inaugura son ministère le 17 juin 2002,. Pendant ce ministère, il fut président de la commission de l'éducation de l'Assemblée des évêques catholiques de l'Ontario (AECO) pendant six ans et président de la commission de théologie de la Conférence des évêques catholiques du Canada (CECC) pendant deux ans.
Le 12 octobre 2011, le pape Benoît XVI l'a nommé archevêque de l'archidiocèse de Gatineau au Québec où il inaugura son ministère le 30 novembre 2011,. En octobre 2011, il fut élu vice-président de la Conférence des évêques catholiques du Canada. Il fut par la suite élu président de la CECC.
Le 9 septembre 2014 il est nommé par le pape François : Père synodal pour la troisième assemblée générale extraordinaire du synode des évêques sur la famille se déroulant du 5 au 19 octobre en qualité de président de la conférence épiscopale des évêques du Canada.

## Armoiries et devise
Les armoiries de Paul-André Durocher sont une épée posée sur une croix en « X ». En fait, ces deux éléments rappellent les deux saints dont les noms composent son prénom : saint Paul et saint André, tous deux martyrs. La croix est la croix de saint André, rappelant la croix sur laquelle saint André fut crucifié, mais aussi celle de Jésus-Christ. L'épée quant à elle rappelle saint Paul par le fait qu'il fut décapité par les Romains avec une épée ; elle représente également la Parole de Dieu, inspiration provenant de l'Épître aux Hébreux où on lit « la Parole de Dieu est comme une épée à deux tranchants. »
Sa devise est Canta et Ambula qui signifie en latin « Chante et marche ». Elle est tirée d'un sermon de saint Augustin disant : « Chantons alléluia dès maintenant, non pour agrémenter notre repos, mais pour soutenir nos labeurs, comme on chante sur la route : « Chante et marche ». »

## Source
- (en) Cet article est partiellement ou en totalité issu de l’article de Wikipédia en anglais intitulé « Paul-André Durocher » (voir la liste des auteurs).